# Vîdra, Brodî
Vîdra (în ucraineană Видра) este un sat în comuna Ponîkva din raionul Brodî, regiunea Liov, Ucraina.

## Demografie
Componența lingvistică a localității Vîdra
     Ucraineană (100%)
Conform recensământului din 2001, toată populația localității Vîdra era vorbitoare de ucraineană (100%).